# World Community Grid
World Community Grid (WCG) — глобальное сообщество пользователей, которые предоставляют неиспользуемые мощности своих компьютеров для решения сложных вычислительных заданий. Проект добровольных вычислений работает на платформе BOINC. Запущен в 2004 году компанией IBM (с технической стороны). Развивался в сотрудничестве с Национальным институтом здравоохранения США, Всемирной организации здравоохранения, ООН и других организаций, связанных с наукой и здравоохранением. Решение о том, к каким расчётам следует привлечь первостепенное внимание, принимается совместно с ведущими учёными разных стран. Пользователи же могут самостоятельно настроить задания каких из отобранных исследований будет вычислять их машина.
Проект предоставляет большой выбор исследований в области борьбы с раком, СПИДом, туберкулёзом, гриппом и других не менее важных направлений (сохранение лесов Африки, поиск лучшего фильтрата для очистки воды). Проекты вычисляются не только добровольцами (в число которых может вступить каждый обладатель ПК или андроид устройства), но и партнёрскими организациями из многих стран.
На 26 января 2021 года в проекте было зарегистрировано 795 223 пользователей, которые выполнили 2 190 954 лет процессорных расчётов используя суммарно 6 799 489 устройств.

## История
Изначально WCG поддерживал только Windows и работал на платформе компании United Devices (авторов проекта grid.org). Занимался подпроектом в grid.org, названным Smallpox Research Project, нацеленным на развитие медикаментов против оспы. В 2003 году проект добился отличных результатов менее чем за три месяца работы, обнаружил 44 потенциальных лекарства. Позднее состоялся переход на платформу BOINC, который позволил расширить круг пользователей с другими операционными системами и интегрировать сестринские проекты для распределённых вычислений (к примеру с distributed.net через Moo! Wrapper).

## Текущие проекты

### Активные
- Mapping Cancer Markers (стартовал 25 ноября 2013)[9] — проект по поиску онкомаркеров для возможности более раннего обнаружения рака и упрощения его лечения. Официальный сайт: http://www.cs.utoronto.ca/~juris/MCM.htm
- Help Stop TB (стартовал 24 марта 2016)[10] — проект по борьбе с туберкулёзом. В частности, создание базы данных по структурам миколовых кислот, моделирование мембранных моделей для лучшего понимания поведения молекул в естественной среде, изучение воздействия миколовых кислот и их производных на иммунную систему человека.
- Smash Childhood Cancer (стартовал 29 января 2017)[11] — проект по поиску лекарств от разных видов детского рака. В частности: опухолей головного мозга, опухоли Вильямса, гепатобластомы, опухолей половых клеток, остеосаркомы.
- Africa Rainfall Project (запущенный в октябре 2019 года) будет использовать вычислительную мощность World Community Grid, данные The Weather Company и другие данные для улучшения моделирования осадков, что может помочь фермерам в странах Африки к югу от Сахары успешно выращивать урожай.
- OpenPandemics — COVID—19 (стартовал 14 мая 2020) — проект по поиску потенциальных методов лечения COVID-19, изучение SARS-CoV1 и других вирусов для оценки мутаций и предотвращения пандемий в будущем.

### Периодические или на стадии запуска
- Beta Testing (стартовал 1 августа 2006) — это проверка проектов на стабильность и возможные ошибки перед тем, как они официально будут запущены в WCG.

### Завершённые
- Human Proteome Folding — Phase 1 (16 ноября 2004 — 18 июля 2006) — первый запущенный проект занимался изучением пространственной структуры белков человеческого организма и изучению их функций. Этот проект поможет понять, как дефекты в белках могут вызвать болезнь. При поддержке New York University.
- FightAIDS@Home — Phase 1 (21 ноября 2005-февраль 2015)[12] — проект по поиску новых методов лечения синдрома приобретённого иммунодефицита. Задача проекта состоит в поиске среди миллионов химических соединений вещества, способного блокировать вирусную протеазу, что делает невозможным размножение вируса. FightAIDS@Home — это второй исследовательский проект WCG, он проводится в сотрудничестве с The Scripps Research Institute, Prof. Arthur J. Olson’s laboratory.
- Human Proteome Folding — Phase 2 (стартовал 23 июня 2006) — создание полной карты белков человеческого организма. New York University.
- Help Defeat Cancer (20 июля 2006 — апрель 2007) — исследовал микрослайды тканей, чтобы определить, как можно улучшить терапию рака на раннем этапе диагностики. Cancer Institute of New Jersey, Rutgers University и Пенсильванский университет.
- Genome Comparison (21 ноября 2006 — 21 июля 2007) — расшифровка информации геномов разных организмов. Oswaldo Cruz Institute.
- Help Defeat Muscular Dystrophy — Phase 1 (19 декабря 2006 — 11 июня 2007) — исследует белок-белковые взаимодействия, из-за которых возникает заболевание мышечной дистрофии.
- Discovering Dengue Drugs — Together — Phase 1 (21 августа 2007 — 26 августа 2009) — поиск лекарств и вакцин от тропической лихорадки, энцефалита Западного Нила, гепатита C и жёлтой лихорадки. Первая фаза расчётов завершена. The University of Texas Medical Branch.
- AfricanClimate@Home (31 августа 2007 — 27 Июня 2008) — первая стадия разработки более точных климатических моделей для разных регионов Африки. University of Cape Town.
- Help Conquer Cancer (стартовал 6 ноября 2007) — проект по улучшению результатов рентгеновской кристаллографии, которая помогает исследователям не только описать неизвестные структуры протеомы человека, но и лучше понять, как образуется рак. Проект проводится при поддержке Ontario Institute for Cancer Research, University Health Network.
- Nutritious Rice for the World (12 мая 2008 — 06 апреля 2010) — проект по улучшению свойств сортов риса, в первую очередь для стран третьего мира. Вашингтонский университет.
- Clean Energy Project — Phase 1 (5 декабря 2008 — 13 октября 2009) — проект по выбору из комбинаций молекул, самых продуктивных для создания дешёвых, гибких и эффективных солнечных батарей. Проект разбит на две части: первая стадия сосредоточится на выборе молекул в ходе химического эксперимента, на второй стадии будут произведены расчёты на уровне кванта. При поддержке Гарвардского университета, Department of Chemistry and Chemical Biology.
- Help Fight Childhood Cancer (стартовал 16 марта 2009) — проект по поиску лекарств, блокирующих три вида белков, которые обычно связывают с развитием нейробластомы, которая может развиваться у детей в раннем возрасте. Chiba University, Chiba Cancer Center’s.
- Influenza Antiviral Drug Search — Phase 1 (стартовал 5 мая 2009 — 22 октября 2009) — проект по поиску химических соединений, ингибирующих ключевые компоненты белковой оболочки вируса гриппа. Первая фаза тринадцатого запущенного проекта завершена. В течение этого времени свыше 67 тысяч пользователей обработали свыше трёх миллионов результатов. The University of Texas Medical Branch, Galveston National Laboratory.
- Help Defeat Muscular Dystrophy — Phase 2 (стартовал 13 мая 2009) — проект по созданию новой базы данных с информацией о функционально взаимодействующих белках. Decrypthon, AFM (French Muscular Dystrophy Association), Национальный центр научных исследований Франции, Университет имени Пьера и Марии Кюри, IBM.
- Discovering Dengue Drugs — Together - Phase 2 (17 февраля 2010 — март 2013)[13]
- The Clean Energy Project — Phase 2 (стартовал 28 июня 2010) — проект по поиску новых химических соединений с целью создания более эффективных солнечных батарей. Официальный сайт The Clean Energy Project.
- Computing for Clean Water (стартовал 20 сентября 2010) — проект по изучению процессов молекулярного уровня, что сможет помочь в создании высокоэффективных фильтров по очистке и опреснению воды. Центр нано- и микро- механики.
- Drug Search for Leishmaniasis (стартовал 31 августа 2011) — оф. сайт http://pecet-colombia.org/worldcommunitygrid/drugsearch
- GO Fight Against Malaria (стартовал 14 ноября 2011) — оф. сайт http://gofightagainstmalaria.scripps.edu
- Say No to Schistosoma (стартовал 22 февраля 2012) — оф. сайт проекта http://inforium.com.br/wcg/pt/wcgInformacoes.php (недоступная+ссылка)
- Computing for Sustainable Water (стартовал 17 апреля 2012)[14] — https://secure.worldcommunitygrid.org/forums/wcg/listthreads?forum=561
- Uncovering Genome Mysteries (стартовал 16 октября 2014) — оф. сайт https://web.archive.org/web/20160304130210/http://www.genomemysteries.org/
- Outsmart Ebola Together (стартовал 3 декабря 2014) — оф. сайт https://www.crowdrise.com/CureEbola
- FightAIDS@Home — Phase 2 (30 сентября 2015-14 октября 2020) — проверка результатов фазы 1 другими методами для отсева кандидатов.
- OpenZika (19 мая 2016—13 декабря 2019)[15] — проект по поиску лекарства от пандемической лихорадки Зика.
- Microbiome Immunity Project (23 августа 2017-июль 2021)[16] — проект по изучению роли микрофлоры человека. Основной целью проекта является публикация ожидаемых протеиновых структур в микробиоме человека, что может также помочь в изучении влияния сахарного диабета 1-го типа и болезни Крона на организм.

## Потенциальные проблемы
Поскольку программное обеспечение World Community Grid увеличивает использование ЦП за счёт неиспользованного времени обработки, программное обеспечение может вызвать непривычное для пользователя поведение на волонтерских компьютерах. Если в 1990—2000-х подобные вычисления помогали устранить проблему «потраченных впустую» циклов работы процессора, подключение современных устройств, хоть и является более выгодным по соотношению затраченных ресурсов / полученного результата, приводит к нагрузке на все ядра процессора, увеличивая его температуру (схожий эффект с бенчмаркингом).
В зависимости от настроек ЦП может работать либо на постоянной нагрузке, либо циклами 100/0. К примеру, если желаемая нагрузка — 75 % использования ЦП, клиент позволяет задачам либо постоянно нагружать его на 75 %, либо работать на 100 в течение 3 секунд, затем отключаться на одну секунду, что теоретически снижает суммарное использование процессора.
Несмотря на ненавязчивый характер программного обеспечения, при неверной настройке или без использования менеджеров проектов, данные вычисления могут приводить к временному снижению производительности системы. С целью избежания перегревов и ухудшения производительности пользовательских компьютеров организация советует установить программное обеспечение, которое, помимо прочих настроек использования ресурсов ПК прерывает работу WCG клиента если процессор «занят» (будь то движение мыши / пользование клавиатурой или суммарный процент использования ЦП другими программами). WCD делает всё возможное, чтобы для конечного пользователя опыт использования устройства не изменился, при этом позволяя ПК «грезить о науке» в минуты простоя.
Дополнительная программа для компьютеров Windows — TThrottle (XP, 2003, Vista) — может решить проблему перегрева, напрямую ограничивая использование проекта на компьютере. Он делает это, измеряя температуру процессора и / или GPU и соответствующим образом настраивая время выполнения. Она также использует более короткое время переключения — менее одной секунды, — что приводит к меньшему изменению температуры во время переключения.